# Rubén Felgaer
Rubén Felgaer (né le 4 avril 1981 à Buenos Aires) est un grand maître argentin du jeu d'échecs.
Au 1er février 2021, il est le quatrième joueur argentin avec un classement Elo de 2 572 points.

## Carrière
Felgaer a remporté le championnat junior des Amériques en 2000 et en 2001.
Il est champion d'Argentine en 2001. Il finit 2e en 2000, 3e en 2003, 2e en 2004 et 2e en 2006.
En 2001, il partage la première place au tournoi de Mar del Plata et est 7e au 14e Mémorial Najdorf à Buenos Aires (remporté par Anatoli Karpov). En 2003, il est 2e-9e à Lido degli Estensi (remporté par Artur Kogan). En 2004, il est 3e-5e à La Havane (mémorial Capablanca remporté par Leinier Domínguez).
En 2005, Felgaer est 1er à Vila de Sort, 2e-5e à Séville au tournoi de Dos Hermanas (remporté par Teimour Radjabov), et 6e à Barcelone 2005 (remporté par Vassili Ivantchouk). En 2006, il joue dans un match Varsovie contre Buenos Aires, et fait match nuk avec Bartosz Soćko (1-1) au 1er échiquier.
Felgaer a défendu les couleurs de son pays aux Olympiades d'échecs : 
- à Bled en 2002, au 1er échiquier (+1 -4 =4),
- à Calvià en 2004, au 1er échiquier (+2 -4 =5),
- à Turin en 2006, au 1er échiquier (+2 -1 =2).

Il a obtenu le titre de grand maître en 2002.